# Насос-форсунка

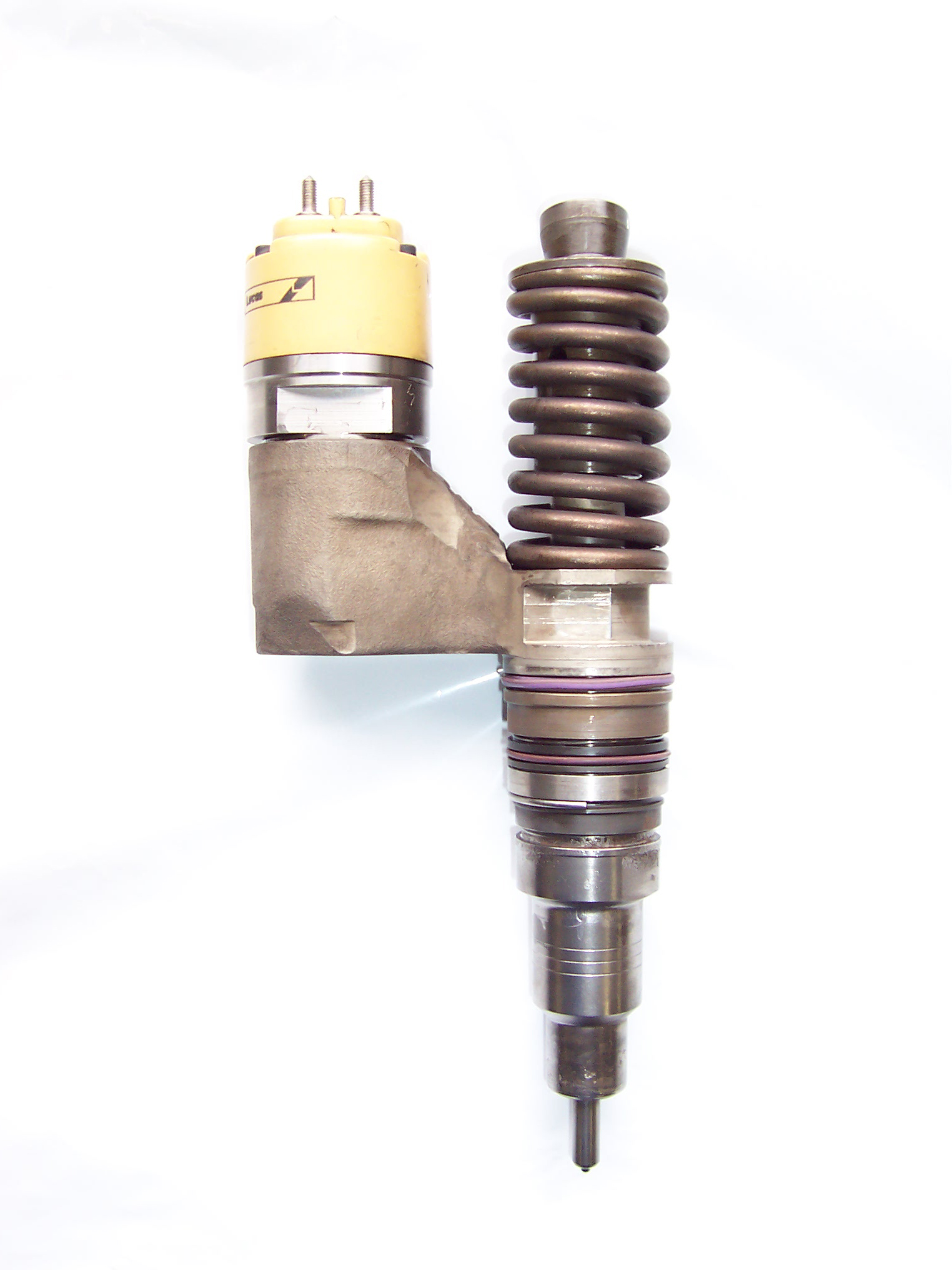
Рання електронна дизельна насос-форсунка компанії Lucas

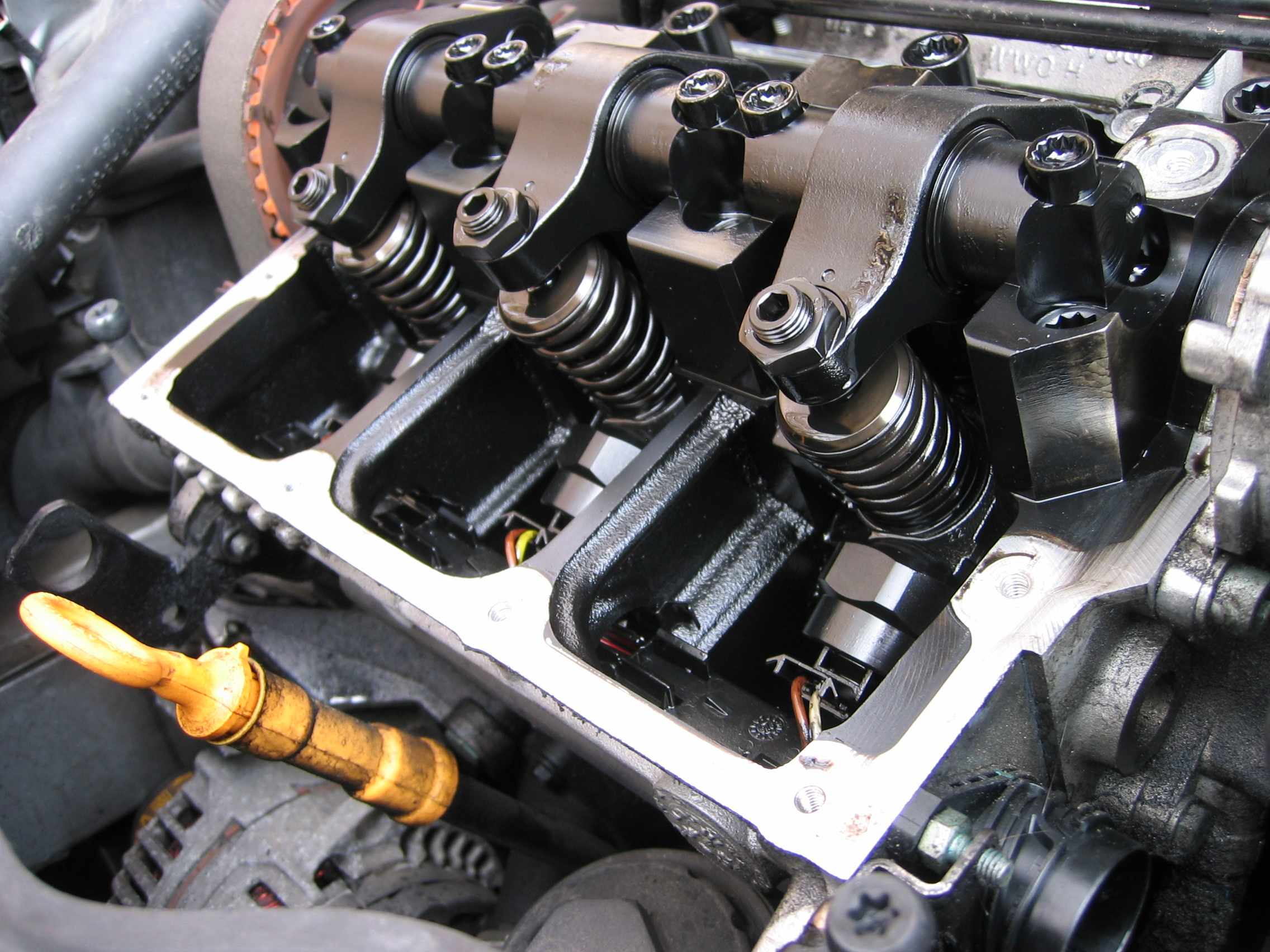
Головка блока циліндрів Volkswagen Lupo 3L 1.2 TDI, насос-форсунки приводяться в дію коромислами

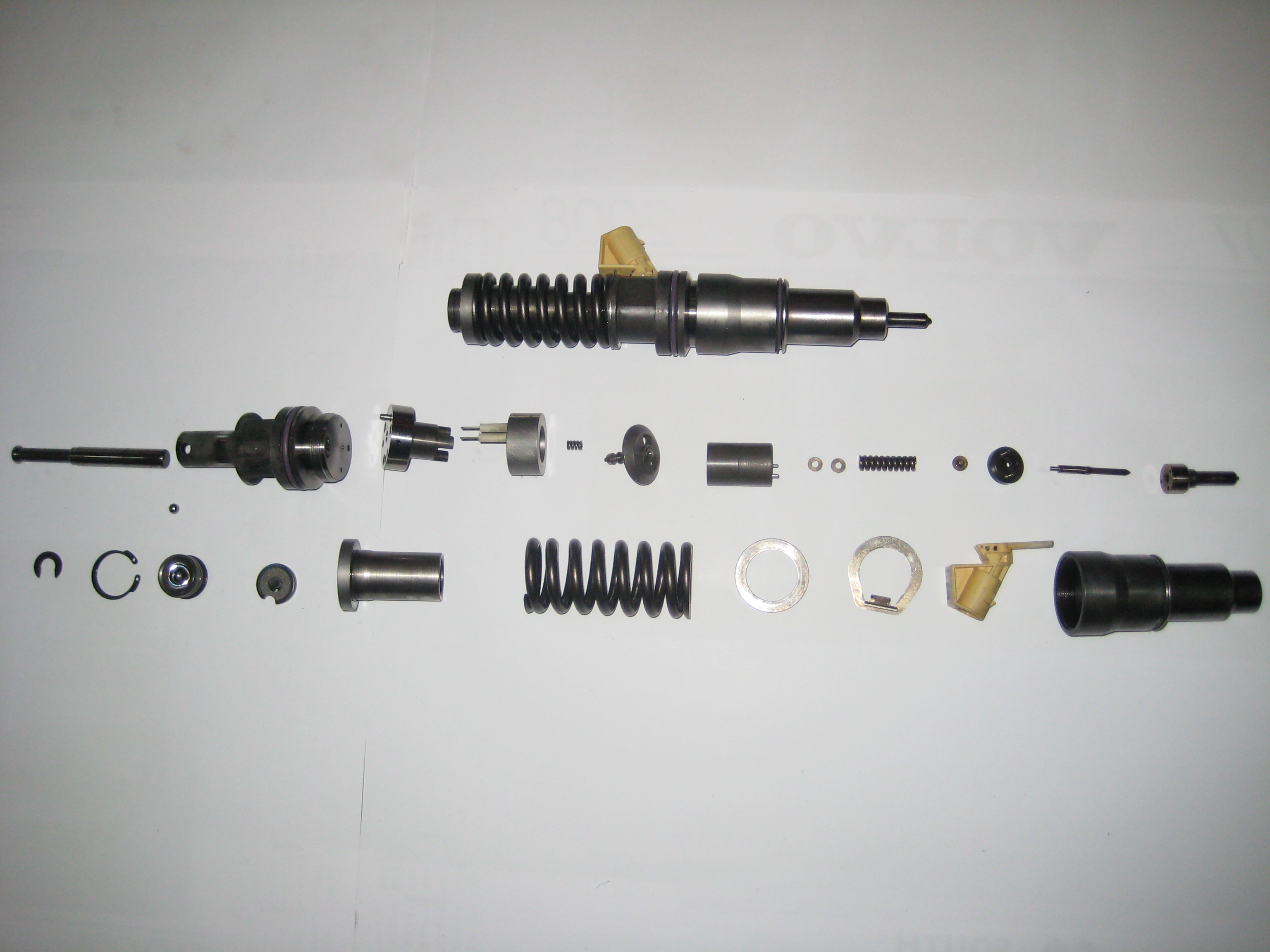
Насос-форсунка Delphi в розібраному вигляді

Насос-форсунка (нім. Pumpe-Düse-System) — інтегрована система безпосереднього упорскування палива для дизельних двигунів, є паливним насосом, об'єднаним з форсункою. Використовується одноплунжерний насос, який зазвичай приводиться в дію від розподільного валу.

## Історія
У 1911 році у Великобританії було видано патент на насос-форсунки, що нагадують ті, що використовуються сьогодні.
Комерційне використання насос-форсунок у США почалася на початку 1930-х років на двигунах компанії Winton, що приводять паровози, катери і навіть підводні човни ВМС США. У 1934 році, Артур Філден отримав патент США No.1,981,913 В 1934 році, Артур Филден отримав патент США No.1,981,913 на конструкцію насос-форсунки. Пізніше, ця конструкція використовувалася у двотактних дизельних двигунах General Motors. Більшість середніх дизельних двигунів використовують один насос та окремі форсунки, але деякі виробники, такі як Detroit Diesel та Electro-Motive Diesel, стали добре відомі насос-форсунками, в яких насос високого тиску об'єднаний з форсункою. У 1951 році відбулася докладна презентація розвитку сучасних насос-форсунок.
В 1985 Detroit Diesel, підрозділ General Motors Corporation представила першу електронну насос-форсунку для комерційного транспорту у своїй серії 92 двотактних дизельних двигунів після появи серії 60, чотиритактних двигунів в 1987. Незабаром та інші виробники перейняли електронні форсунки. У 1995 році Electro-Motive Diesel змінили дизельні двигуни 710 під електронні насос-форсунки.
Сьогодні великими виробниками, що використовують насос-форсунки, є: Robert Bosch GmbH, CAT, Cummins, Delphi, Detroit Diesel, Electro-Motive Diesel.

## Конструкція
Важливою відмінністю від систем живлення на основі механічного впорскування та Common Rail є відсутність у системі живлення на насос-форсунках загального ТНВД. Тут, фактично, кожна насос-форсунка є індивідуальним для кожного циліндра мініатюрним ПНВТ, а загальна кількість насос-форсунок завжди дорівнює числу циліндрів мотора — по одній на кожен циліндр.
Насос-форсунка завжди встановлюється в головці блоку циліндрів, насосною частиною назовні, а форсунковою в корпус головки. Привід насос-форсунок здійснюється або розподільним валом, або окремим кулачковим валом, тому насос-форсунки завжди розташовані під клапанною кришкою і зовні двигуна не видно. Дозування упорскування здійснюється електромагнітним клапаном. Підведення палива до насос-форсунок здійснюється загальним підкачуючим насосом низького тиску. Паливна система розділена на систему подачі з низьким тиском (близько 5 бар) і систему упорскування з високим тиском (близько 2000 бар).